# Cultura do Azerbaijão

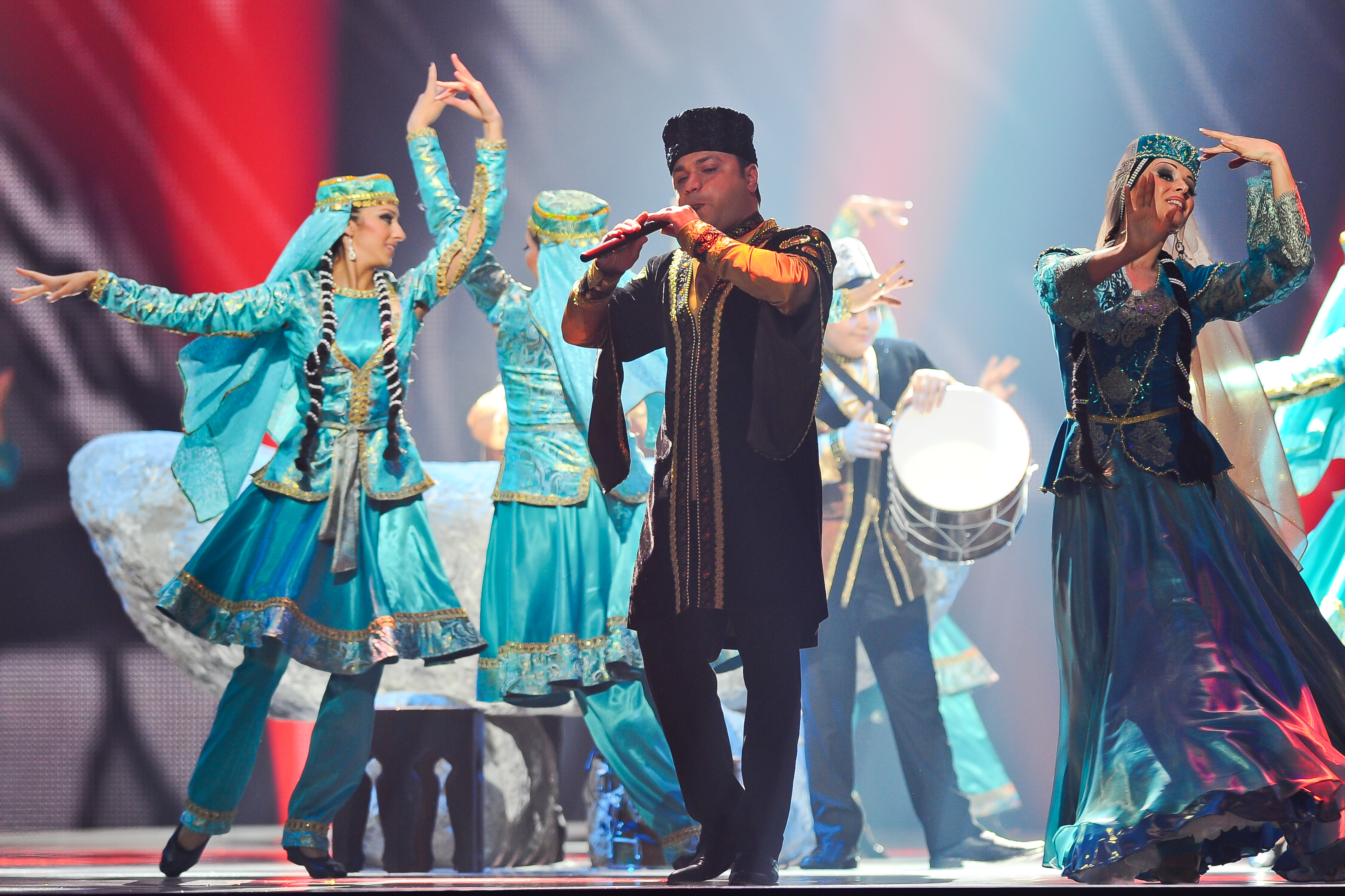
Música e dança

A cultura do Azerbeijão surge como o resultado de muitas influências, desde a soviética, dos tempos em que era um das repúblicas da União, até às suas raízes turcas, persas, islâmicas e da Ásia Central. Hoje em dia as influências ocidentais fazem-se sentir, incluindo a cultura de consumo decorrente da globalização.
Quanto a personalidades, o jogador de xadrez Garry Kasparov nasceu em Baku, nos tempo da República Socialista Soviética do Azerbaijão sendo de longe a personalidade mais conhecida deste país.

## Religião

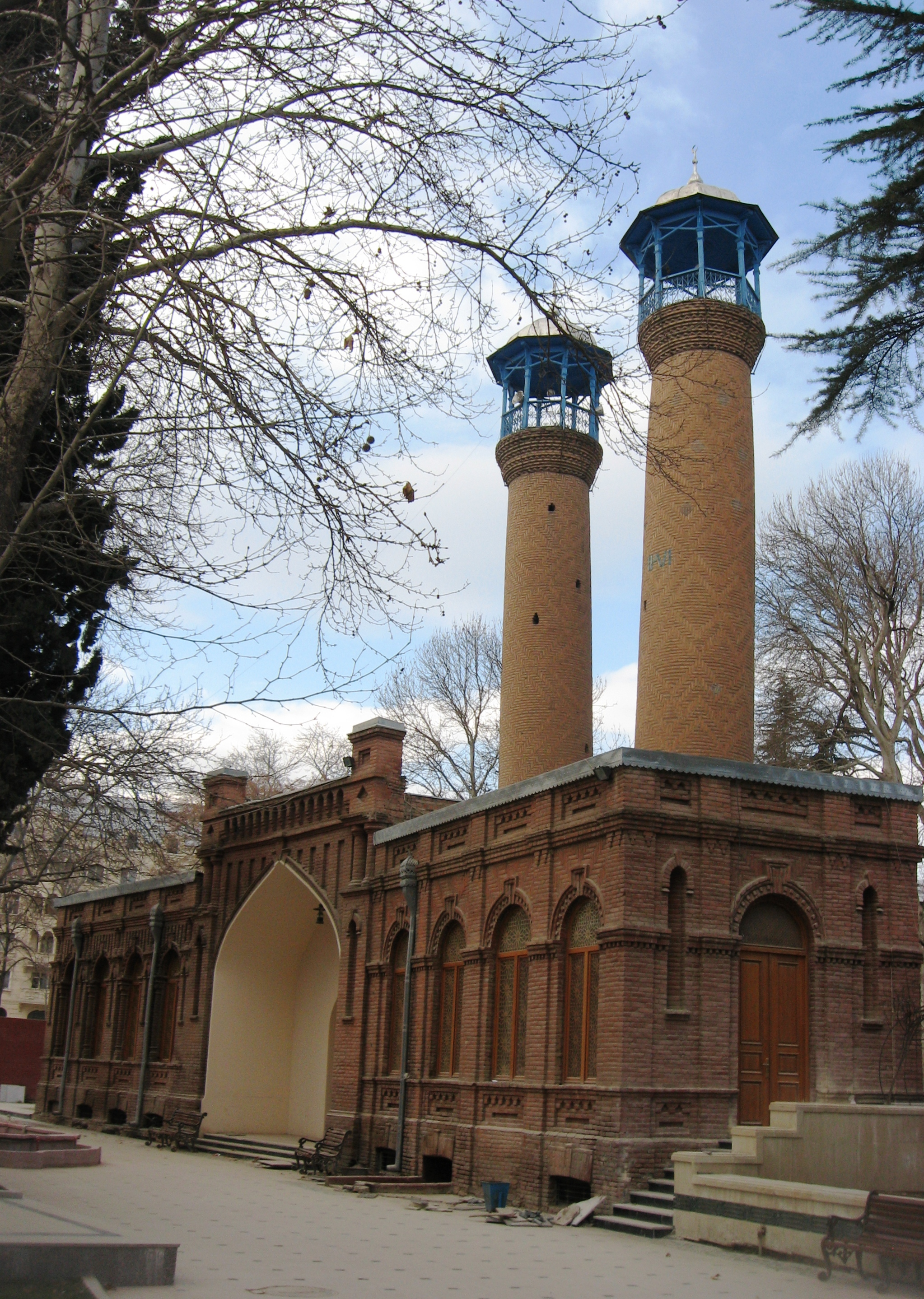
Mesquita xiita em Ganja

Cerca de 93% da população azerbeijã é muçulmana, enquanto que 5% é ortodoxa. Na maioria muçulmana, os costumes religiosos não são levados muito a sério, e a identidade muçulmana tende a basear-se mais na etnia e na cultura do que na religião. A população muçulmana compõe-se aproximadamente de 85% xiitas e 15% sunitas, sendo as diferenças entre grupos pouco acentuadas.
Existem comunidades cristãs e muçulmanas de tamanho assinalável na capital Baku, não havendo problemas por parte das autoridades com estes credos.
O Azerbaijão é um dos países mais seculares e irreligiosos do mundo. De acordo com uma recente pesquisa do Gallup, 53% dos entrevistados indicando a importância da religião na sua vida como pouca ou nenhuma. A mesma pesquisa indica que apenas 20% dos entrevistados participaram de serviços religiosos.

## Língua
A língua oficial do Azerbeijão é o azeri, um idioma do ramo turcomano da grande família das línguas altaicas, que é falado por 95% da população, bem como por cerca de um quarto da população do Irão. Como resultado da política da União Soviética quanto às línguas, o russo é também bastante falado, sendo a segunda língua nas urbes.

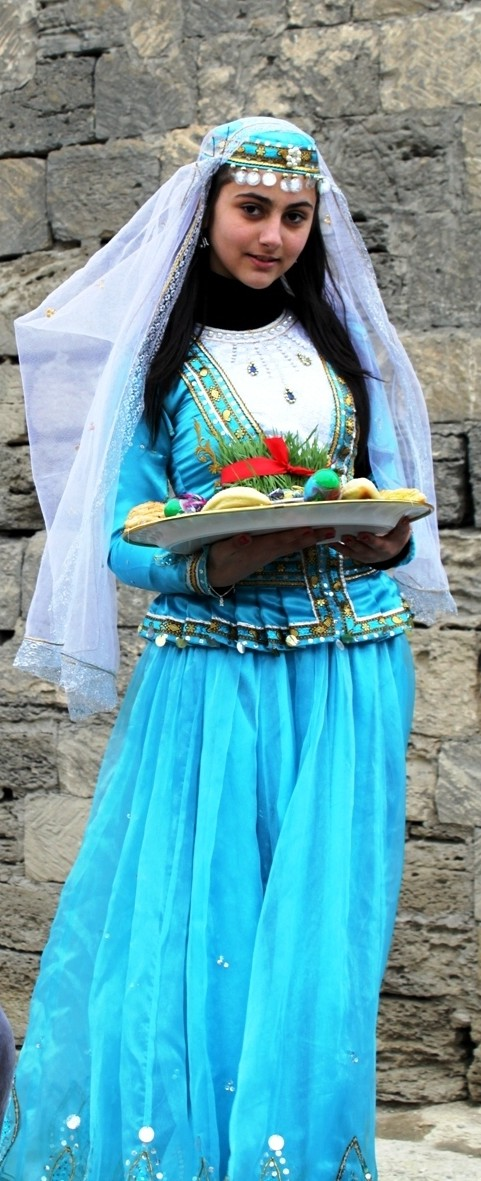
Roupas nacionais
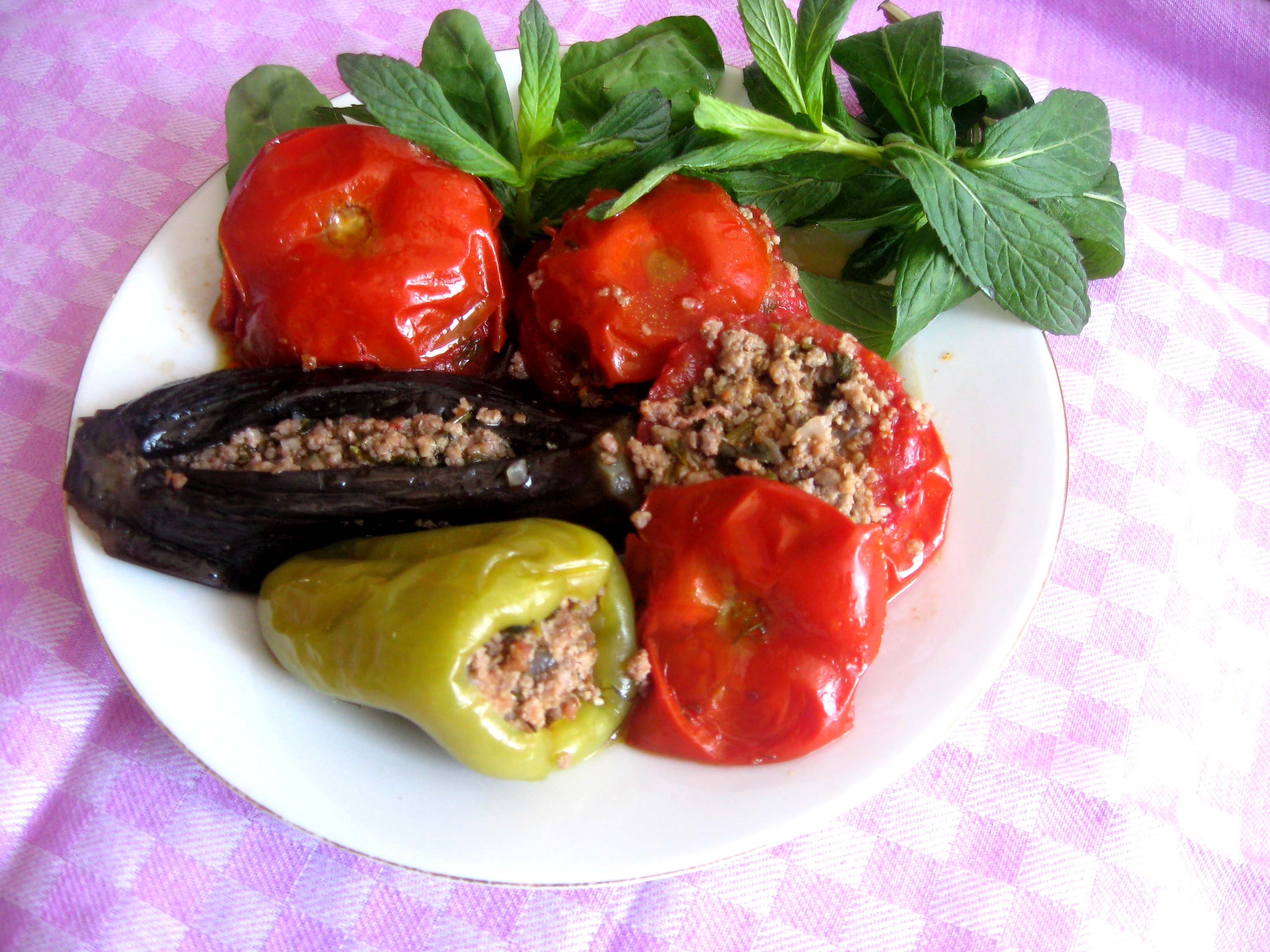
Alimentar nacional